# 레이블 데이터
레이블 데이터, 라벨 데이터(Labeled data), 즉 레이블이 지정된 데이터는 하나 이상의 레이블이 지정된 샘플 그룹이다. 라벨링은 일반적으로 라벨이 지정되지 않은 데이터 세트를 가져와 정보 태그로 각 데이터 조각을 보강한다. 예를 들어, 데이터 레이블은 사진에 말이나 소가 포함되어 있는지, 오디오 녹음에서 어떤 단어가 언급되었는지, 비디오에서 수행되는 작업 유형, 뉴스 기사의 주제, 전반적인 내용 등을 나타낼 수 있다. 트윗의 감정은 엑스레이의 점이 종양인지 여부이다.
라벨은 라벨이 지정되지 않은 특정 데이터에 대해 판단을 내리도록 인간에게 요청하여 얻을 수 있다. 레이블이 있는 데이터는 레이블이 없는 원시 데이터보다 얻는 비용이 훨씬 더 비싸다.

## 자동화된 데이터 라벨링
레이블이 지정된 데이터 세트를 얻은 후 기계 학습 모델을 데이터에 적용하여 레이블이 지정되지 않은 새로운 데이터를 모델에 제공하고 레이블이 지정되지 않은 해당 데이터에 대해 가능한 레이블을 추측하거나 예측할 수 있다.